# 城关街道 (北京市)
城关街道原称房山街道，即房山城关，是中华人民共和国北京市房山區下辖的一个乡镇级行政单位。

## 行政区划
城关街道下辖以下地区：
万宁桥社区、城北社区、北里社区、北街社区、永安西里社区、南里社区、南城社区、农林路社区、南沿里社区、新东关社区、大石河社区、矿机社区、管道局社区、化工四厂社区、城东社区、永乐园社区、永兴达社区、兴房东里社区、福星家园社区、府东里社区、永安家园社区、顾册村、北市村、东坟村、辛庄村、东瓜地村、田各庄村、瓜市村、马各庄村、饶乐府村、丁家洼村、羊头岗村、八十亩地村、前朱各庄村、后朱各庄村、洪寺村、塔湾村、迎风坡村、东街村、南街村、南关村、西街村和北关村。